# Johannes Heyne
Johannes Heyne (* 8. Januar 1845 in Salbke; † 16. März 1904) war ein deutscher Kommunalbeamter und Bürgermeister von Görlitz.

## Leben
Johannes Heyne kam als viertes von sechs Kindern des Salbker Pfarrers Franz Heyne und dessen Ehefrau Sophie Luise geb. Reizenborn zur Welt. Nach einem vorbereitenden Unterricht, sein Vater betrieb in Salbke eine private Schule, ging Heyne auf ein Gymnasium in Magdeburg und studierte nach abgelegtem Abitur an der Universität Leipzig Rechtswissenschaften, Orientalistik und Verwaltungslehre. Obwohl vom Militärdienst aufgrund körperlicher Schwäche befreit, meldete er sich im Deutsch-Französischen Krieg 1870/1871 zum Heer. Nach seiner Entlassung aus dem Militär war er 1873/1874 Gerichtsassessor in Zempelburg im Kreis Flatow. Es schloss sich eine Tätigkeit als Amtsrichter am Amtsgericht in Staßfurt an. Nach dreimonatiger Tätigkeit wurde er in Magdeburg zum Stadtrat gewählt. Bei der Hochzeit seines älteren Bruders Paul Natanael lernte er seine zukünftige Ehefrau Elise kennen; sie war die jüngere Schwester von Pauls Braut Klara Aßmus. Aus der Ehe gingen vier Töchter und ein Sohn hervor.
1881 wählte ihn die Stadtverordnetenversammlung von Görlitz zum Beigeordneten und Bürgermeister. Heyne zog nach Görlitz und arbeitete dort unter dem Oberbürgermeister Clemens Theodor Reichert. Mit dem Tod des Kaisers Wilhelm I. im Jahr 1888 entstanden in Görlitz Pläne zur Errichtung eines Kaiser-Wilhelm-Denkmals in Form einer Reiterstatue. Heyne setzte sich stattdessen für den Bau eines Museums ein, konnte sich jedoch nicht durchsetzen. Eine Mehrheit in der Stadtverordnetenversammlung sprach sich für den dann auch erfolgten Bau des Kaiser-Wilhelm-Denkmals aus. Nachdem die Finanzierung des Denkmals gesichert war, verfolgte Heyne die Museumsidee weiter. Unter Nutzung einer privaten Spende eines Mäzens in Höhe von 10000 Mark entwickelte er die Idee in Richtung einer Ruhmeshalle weiter. Heyne warb bedeutende Summen ein. Am 18. Oktober 1898 wurde der Grundstein zur Oberlausitzer Gedenkhalle gelegt, die 1902 schließlich eingeweiht wurde.
Während einer schweren Krankheit des Oberbürgermeisters und nach seinem Tod am 29. November 1893 führte Heyne die Amtsgeschäft, bis 1894 Paul Büchtemann die Amtsnachfolge antrat. Am 4. Juli 1896 verstarb Heynes Ehefrau. Er engagierte sich in der Folgezeit verstärkt für den Deutschen Privatbeamten-Verein, den er bereits zuvor mit begründet hatte. 1896 besuchte Kaiser Wilhelm II. Görlitz. Für seine Verdienste wurde Heyne der Rote Adlerorden IV. Klasse verliehen.
Heyne engagierte sich besonders für den Bau der Görlitzer Lutherkirche, an deren Einweihung er am 6. Mai 1901 teilnahm.
Am 27. Februar 1904 erlitt Johannes Heyne einen Schlaganfall. Nach schwerer Krankheit verstarb er am 16. März 1904 gegen drei Uhr morgens.
Ihm zu Ehren wurde in Görlitz die Heynestraße benannt.